# 蔺道人
蔺道人（?—?），中国唐朝医学家、骨科专家。唐武宗会昌年间灭佛，蔺道人从长安流落江南西道，隐姓埋名。帮他耕种的彭老者的儿子，因为打柴多处骨折，蔺道人用正骨医术为他治愈了折伤。后来蔺道人将自己所著的医书《理伤续断方》传给了彭老者。彭老者称之为《仙授理伤续断秘方》。《理伤续断方》是中国现存最早的骨伤科专书。

## 外部連結
- 仙授理傷續斷秘方 （页面存档备份，存于） 中藥方劑像數據庫  (香港浸會大學中醫藥學院) （中文）（英文）